# Cladosporium
Cladosporium ist eine Gattung der Schimmelpilze mit mehr als 50 bekannten Arten. Sie kommen sehr häufig vor und sind in allen Teilen der Erde anzutreffen, mit Ausnahme der Polarregionen.
Bei Cladosporium handelt es sich um einen sogenannten Schwärzepilz. Diese Bezeichnung rührt daher, dass sich die Sporen und auch Teile der Hyphen durch Bildung von Melanin braun bis schwarzbraun färben.
Da es sich um die häufigsten Schimmelpilze in der Außenluft handelt, wird üblicherweise bei Allergie-Tests auf diese Gattung geprüft.

## Systematik
Die Schwärzepilze wurden bisher in einer zu den Fungi imperfecti gehörenden Familie Dematiaceae zusammengefasst. Inzwischen konnte man allerdings den meisten Arten eine Hauptfruchtform (Teleomorphe, geschlechtliche Form) zuordnen. Dadurch wurden die meisten Schwärzepilzgattungen der Familie Pleosporaceae zugeordnet, während die Teleomorphen der Cladosporium-Arten zur Gattung Mycosphaerella in der Familie Mycosphaerellaceae und damit zu den Rußtaupilzartigen gehören. Arten, deren Hauptfruchtform keine Mycosphaerella-Art ist, werden dementsprechend nicht mehr zur Gattung Cladosporium gezählt.